# 断ち物
断ち物（たちもの）とは、神仏に願掛けをした時に、自分の好きな食品や嗜好品もしくは薬などを絶って、禁欲により願掛けを強力にできるという民間信仰。
現在は受験などに際して勉強に集中するため、誘惑物を遠ざけようと漫画絶ち、ゲーム絶ちなどを行う場合も多く、一見民間信仰とは関係なく見えるが息抜きの際にも上記のものが使えないように箱などに入れて封印するに到ってはやや信仰じみてくる。
通常は願掛けした願いが叶うまで絶つ場合が多いが、生涯にわたって絶ち続けるという人もいる。

## 日本の断ち物
断ち物とするものは酒、煙草、茶、薬品などさまざまで、最初は身を清める目的に近い信仰対象の嫌うものを絶つ、女絶ち、肉絶ちなどが主流だったが、のちに自分の好物が多くなる。
もっとも有名な例では、上杉謙信の女絶ちと春日局の薬絶ちがある。
一説に曰く、上杉謙信は武人の守り神である仏教神毘沙門天を厚く信仰し、戦の勝利を祈って「生涯不犯」（一生女と性交渉を持たない）という誓いを立てたと言われ、実際彼には記録上正妻や側室は存在しない。
春日局は三代将軍徳川家光の乳母で、幼いころ大病を患った家光の命を助けるために薬を絶ち、臨終の床にあっても一切の治療を拒否したことで知られる。